# Сёмкина, Мария Рафаиловна
Мари́я Рафаи́ловна Сёмкина (урождённая Ио́фис; род. 26 октября 1976, Ростов-на-Дону, РСФСР) — российская актриса кино и телевидения, фотомодель.

## Биография
Родилась 26 октября 1976 года в еврейской семье в Ростове-на-Дону. Училась в Ростовской школе № 58, в десятом классе перешла в лицей при РГЭУ РИНХ. Окончила экономический факультет Ростовского государственного института народного хозяйства (ныне РГЭУ РИНХ) в Ростове-на-Дону. В 1998 году представила свои фотографии на фотоконкурс, который проводило модельное агентство «Имидж-Элит» совместно с «АиФ на Дону», и заняла первое место. Работала манекенщицей, участвовала в показах Московской недели моды, также два года работала во Франции, Германии (жила в Мюнхене), Южной Корее и Японии. Снималась для русской версии журнала Playboy, была названа моделью года и «девушкой месяца» («девушка месяца» в октябре-2000, июле-2001 и апреле-2006, девушка на обложке в июле-2002, лучшая девушка года-2000). Около четырёх лет, с 2006 года по 2010 год, была официальной моделью ростовской швейной фирмы «Элис»; во всех торговых точках Ростова-на-Дону находились её модельные фото в натуральную величину, а также в четырёх местах города находились огромные рекламные макеты с её фото.
Дебют в кино состоялся в 2002 году в фильме «Одиночество крови». В 2011 году Мария Сёмкина окончила Щукинское театральное училище.
В октябре 2024 года в СМИ появилась информация, что Мария Сёмкина тяжело больна и находится на лечении в Ростовском-на-Дону Научно-исследовательском институте экспериментальной онкологии. По состоянию на декабрь 2024 года окружение Сёмкиной не прокомментировало эту информацию.

## Семья
Замужем. Есть сын Михаил (род. 9 марта 1997 г.)
Отец — Рафаил Иофис, математик. Мать — инженер. Проживают в Германии. Мюнхен.
Родная сестра Анна (род. в 1985 году).

## Фильмография
- 2002 — Одиночество крови — девушка-музыкантша
- 2003 — Кавалеры морской звёзды — секретарша Люся
- 2004 — Личный номер — Маша
- 2005 — 2007 — Обречённая стать звездой — Светлана Берёзкина
- 2006 — Всё включено — Варвара, дочь Карташева
- 2006 — В ритме танго — Анжелика
- 2006 — Неверность — Тамара, девушка Сурика
- 2007 — День гнева — Дарья Балдина
- 2007 — Антидурь — Татьяна, инструктор по лечебной физкультуре
- 2007 — 2010 — Папины дочки — Оксана Федотова, супруга олигарха Василия Федотова
- 2007 — Защита против — Ирина Правдина
- 2007 — Личная жизнь доктора Селивановой — Маша
- 2008 — Чизкейк — гид
- 2008 — Мой муж — гений — Гера
- 2008 — Азиат — Рита
- 2009 — Брак по завещанию — Анна Монд
- 2009 — Всегда говори «Всегда» 5 — Алина
- 2009 — Хранитель — Маргарита, киллер
- 2009 — Крем — Клара / Елизавета Сидоровна Чайкина
- 2010 — Гаражи (серия «Любовники поневоле») — Лика
- 2011 — Служебный роман. Наше время — Анна, хозяйка конкурирующего агентства
- 2011 — Инспектор Купер — Анна Пономарёва
- 2012 — Я буду рядом — Ольга, приёмная мать
- 2012 — Детка — Нина, бывшая подружка Кости
- 2012 — Тот ещё Карлосон! — мама Малыша
- 2012 — Мамы (новелла «Операция «М») — гувернантка
- 2013 — Бесценная любовь — Валентина Николаевна
- 2013 — 12 месяцев — Лидия, сестра Маши
- 2013 — Самый длинный день — Вера
- 2014 — Домик в сердце — Екатерина
- 2014 — Смешанные чувства — Анна-Николь
- 2014 — Мамы 3 — Екатерина Александровна
- 2014 — Боцман Чайка — Женя
- 2015 — Всё могут короли — Кира
- 2017 — Хранитель пути — Анника
- 2019 — Джокер 3. Технология войны — Вера Подгорская
- 2022 — Возраст счастья — Ира

### Участие в видеоклипах
- 2006 — Гости из будущего — Лучшее в тебе